# 歐陽照剛
歐陽照剛，PMSM（英文：Au Yeung Chiu Kong Danko；1960年—），被稱譽為「近代飛虎隊之父」，基督徒，前香港總警司，曾任警察機動部隊校長；於1999年7月至2006年2月期間擔任特別任務連主管，為至今唯一一位本地暨華人主管，在任期間多有建樹，對特別任務連進行了多方面改革，又成功處理了南洋酒店綁架案及拘捕季炳雄等轟動香港社會的罪案等。

## 簡歷
1980年，歐陽照剛投考加入皇家香港警務處。
1989年，歐陽照剛加入特別任務連出任行政（高級督察）崗位。
1991年，歐陽照剛首次投考特別任務連行動組；於1992年第2次投考成功。
1995年，歐陽照剛晉升為總督察後，出任其中一支攻擊隊隊長；於1996年出任特別任務連副主管；於1999年7月，在任警司職級期間，出任特別任務連主管，成為首任本地暨華人主管。
2000年，為了提升特別任務連的全體水平，歐陽照剛將水上攻擊隊合併至陸上攻擊隊，務求對每位人員皆施以海陸空三棲的全能訓練，以大幅度地提升特別任務連的海事動員能力、機動性、效率及整體質素。
因為以往特別任務連與機場特警組各自舉辦招募，使到有興趣的人員因為時間衝撞，而未能夠參加兩邊同時間舉行的招募，使到兩個單位各自可能錯失有潛質的人員。2001年開始，歐陽照剛領導下的特別任務連與機場特警組共同舉行聯合招募計劃，以節省重複遴選時間及訓練資源，並且有利於單位間的內部人手調配，吸引更多人員投考。
2002年7月19日，香港警務處與廣東省公安廳交換情報後獲得知悉，一個配備重型軍火的跨境持械行劫犯罪集團正在準備偷渡潛入香港犯罪，歐陽照剛領導約30名特別任務連人員以便衣的身份於屯門海濱花園埋伏，成功拘捕5名疑犯，及起獲1支雷明登短柄鳥槍、1支54式手枪、11發散彈及6粒子彈。
2002年9月8日，歐陽照剛領導20多名特別任務連人員掩至灣仔摩利臣山道南洋酒店，成功拘捕案中主腦──曾經多次持械行劫，曾經被特別任務連拘捕及被判處以入獄10年的省港旗兵潘鑾彬和其兩名黨羽，並且起回當中的40萬港元贖金、一批賊贓。
2003年12月24日，歐陽照剛領導特別任務連連同刑事情報科跟蹤支援隊以及有組織罪案及三合會調查科在油麻地渡船角文匯街文景樓部署，成功拘捕於香港、中國大陸、加拿大及美國多處干犯過罪行，正在僱用省港旗兵準備於該年聖誕假期及翌年新年期間策劃及（於金鐘太古廣場或者中環一間珠寶金行）進行連串持械行劫罪行，被香港警務處於2001年7月創下香港歷史上最高懸紅紀錄（200萬港元）及被國際刑警組織出示《紅色通緝令》的「末代賊王」季炳雄及其黨羽（曾經與季炳雄一同持械行劫，曾經因為持械行劫罪而被判處入獄13年），結束自1980年代起，香港無間斷由省港旗兵策劃及參與的持械行劫罪行，為2000年代以後的香港治安奠定了基礎。事件中起獲了近30年來最大批的軍火，包括1支AK-47突擊步槍、兩支霰彈槍、一支0.45口徑手槍、7支54式手槍、882發子彈及7個手雷。整件案件中特別任務連不費一彈、無人傷亡，疑犯亦被活捉，備受讚賞。時任行政長官董建華事後親身前往香港警察總部高度讚揚參與行動的警務人員；事件被比喻為最平安的平安夜，提早給香港的聖誕禮物。
2002年至2004年年間，在歐陽照剛領導下，特別任務連在裝備及制式上進行了大改革。吸納了美國優秀特種部隊的優點及制式，由過往因為香港為英國殖民地身份影響而完全傾向於英國制式，改變為走向現代化及全球化。2004年，歐陽照剛揀選了3名顧問教練，派遣他們遠赴以色列參與一項戰略性反恐交流訓練課程，進一步了解世界各國在反恐戰略上日新月異的各項技術，其後更新及改善特別任務連在反恐上的理論、課程及實習培育訓練內容等。同年，時任警務處處長李明逵頒發處長嘉獎予特別任務連，「於2002年至2003年間，在管理、訓練和反恐戒備的各項事務上精益求精，而且致力為警隊各刑事單位提供專業及有效的協助，以打擊持有槍械的高危險性疑犯，期間特別任務連發揮了卓越的團隊精神，並且持續表現出眾」。
完成世界貿易組織第六次部長級會議保安任務後，歐陽照剛於2006年2月離開特別任務連。同年6月15日，歐陽照剛晉升為高級警司，其後出任警察公共關係科副主管。
2009年，歐陽照剛出任灣仔警區副指揮官。
2012年12月7日，歐陽照剛晉升為總警司，其後出任大嶼山警區指揮官，及後調任警察機動部隊校長。為了應對佔領中環，歐陽照剛於2014年6月月底成立了一支特遣隊，作為警察機動部隊的一道中堅力量，確保防暴任務順利。然而此特遣隊一直未有官方名稱，隨著佔領中環發生，以致演變為後來的雨傘運動，此特遣隊持續地曝光；至同年11月30日，歐陽照剛總警司正式將其命名為特別戰術小隊。
2016年退休後，併于2017年被任命為中霸集團集團物理安防負責人。

## 家庭
歐陽照剛有一位兄長，同樣於香港警務處服務。

## 榮譽
- 處長嘉獎：於2006年年中獲得[47]。
- 香港警察榮譽獎章（2015年）